# 浅草花やしき
浅草花やしき（あさくさはなやしき）は、東京都台東区浅草の浅草寺の西側にある遊園地。1853年（嘉永6年）開園で、日本初の遊園地とされる。
敷地面積5,800 m2。国産初、日本で現存最古のローラーコースターがある。現在はバンダイナムコアミューズメントの子会社である株式会社花やしきが運営している。

## 歴史
1853年（嘉永6年）に千駄木の植木商、森田六三郎により牡丹と菊細工を主とした植物園「花屋敷」が開園した。当時の敷地面積は約8万m2だった。江戸期は茶人、俳人らの集会の場や大奥の女中らの憩いの場として利用され、ブランコが唯一の遊具だった。
明治に入り浅草寺一帯を浅草公園地とした際、花屋敷は奥山一帯と共に第五区に指定された。しかし敷地は縮小し、1885年（明治18年）に木場の材木商・山本徳治郎（長谷川如是閑の父）とその長男・松之助が経営を引き継ぐ。翌年、勝海舟の書「花鳥得時」を入口看板として掲示した。
この頃でも利用者は主に上流階級者であり、園内は和洋折衷の自然庭園の雰囲気を呈していた。しかし、徐々に庶民にも親しまれるようトラ、クマなど動物の展示などを開始したり、丸山伝右衛門宅から移築した五階建ての楼閣を奥山閣と名付けて、建物内に種々の展示物を展示したりした。浅草が流行の地となるにつれて、この傾向は強まり、動物、見世物（活人形、マリオネット、ヤマガラの芸など）の展示、遊戯機器の設置を行うようになった。
大正から昭和初期には全国有数の動物園としても知られ、トラの五つ子誕生や日本初のライオンの赤ちゃん誕生などのニュースを生んだ。関東大震災の際は罹災民が集ったため、多くの動物を薬殺した。この震災以降に子供むけの娯楽場へと変わり、鬼退治、木馬、豆汽車などが人気であった。
赤字続きのため徐々に規模を縮小し、まず1935年（昭和10年）に仙台市立動物園に動物を売却。翌年の春先には動物の移送を終え、木馬などの遊具も取り壊して事実上閉園した。1939年（昭和14年）、須田町食堂（「聚楽」）が買収し、名称も「食堂遊園地浅草楽天地」に変更。
松竹によって合資会社浅草花屋敷が設立され、天野鉄男が支配人に就任。劇場や映画館と共に再度遊戯施設「劇場楽天地」が設けられたが、1942年（昭和17年）には強制疎開によりついに取り壊された。終戦直後、敷地内は不法占拠されていたが、1946年8月に東京都から合資会社浅草花屋敷に対する借地権の回復が認められる。それでも不法占拠は継続されていたが、天野は当時、あらかわ遊園や豊島園も受託していた実績があった東洋娯楽機の山田貞一に共同経営を持ちかけ、山田の尽力で何とか敷地が回復。1947年（昭和22年）春に遊園地「浅草花屋敷」として再開園。2年後には東洋娯楽機に経営自体が委ねられ「浅草花やしき」と改名。のちの花やしきの園長を務めた高井初恵（山田の娘）の夫である高井清が支配人に就任した。
そして1953年（昭和28年）に国産初のローラーコースターなど現在もあるアトラクションが登場し始めた。天野の関係する中映も園内に植物園を設置していた。長らく入園料を取らず、利用する施設ごとに回数券などで料金を支払う形を取っていた。
しかし、近隣の場外馬券場 (現在のWINS浅草)から流れた労務者達が園内を占拠し、また彼らが泥酔状態であることも少なくなかったため、園内の風紀が乱れており、運営上悩みの種だった。併設していたゲームセンターが少年達のたまり場となっていた点を浅草警察署から勧告を受けていたことと、またもともと収益が上がりにくいことを理由に1985年（昭和60年）の風営法改正に伴い回数券とは別に入園料の徴収を開始した。有料化しても懸念していた客足の衰えはなく、むしろ風紀絡みの悩みが一掃できた。
1996年（平成8年）3月、日本初となるタワー型垂直打ち上げ式アトラクション「スペースショット」がオープンした。
2004年（平成16年）にトーゴ（旧・東洋娯楽機）が会社更生手続きの開始を申し立てたことにより、地元浅草の企業としてバンダイグループ (本社: 台東区駒形)が支援に乗り出すこととなり、バンプレストの子会社、株式会社花やしき（株式会社ピアザ・サービスより改称）が8月31日にその事業を承継した。なお、トーゴに経営を委ねた元の地権者である合資会社浅草花屋敷は、その後長らく休眠会社となった後、2002年（平成14年）、株式会社松竹シネマエンタープライズに改称して松竹系地方映画館の経営会社に業態変更。2006年（平成18年）2月28日、経営していた映画館全てを閉鎖して会社を解散した。
2005年（平成17年）、芸能スクール「花やしきアクターズスタジオ」が開設される。2007年（平成19年）3月10日には、10年ぶりの大型アトラクション「DISK-O」がオープンした。バンプレストの事業再編に伴い、2008年（平成20年）4月1日をもって直接の親会社がバンプレストと同じバンダイナムコグループのナムコ（2代目法人、現在のバンダイナムコアミューズメント）に移行した。
同年3月には、花やしき通り沿いに、遊園地に入らなくてもショーが楽しめる「大江戸ステージ」がオープンした。
同年8月には、大江戸ステージ横にあさくさFMが開局した。
2008年（平成20年）、多目的ホール「花やしき座」が開館。
2010年（平成22年）1月11日、「ホンモノの亡霊が出る」など、いわくつきの噂が流れていた名物アトラクション「お化け屋敷」（旧）の営業を終了した。また、同日に「秘宝の砦 ミラクルストーン」の営業も終了した。
2011年（平成23年）3月、旧お化け屋敷跡地に3階建ての新しいビルがオープンした。また、その中にある新お化け屋敷「お化け屋敷 ～桜の怨霊～」も同時にオープンした。
2016年（平成28年）6月末、あさくさFMが閉局。
同年8月、1960年（昭和35年）から56年にわたり、花やしきのシンボルだった「Beeタワー」の引退と解体が発表される。同年9月26日に消灯。解体に伴い、ステージショーを行っていた園内フラワーステージも25日に最終公演。ステージショーは花やしき座に統合される。
2019年（平成31年）4月、Beeタワー跡地に「浅草花劇場（あさくさかげきじょう）」がオープン。
2019年8月より点検の為に長期運休していた「スペースショット」が、老朽化の為2022年2月2日に営業終了する事が発表された。なお、タワーは解体されず花やしきのシンボルとして残されている。
2021年9月16日、西側の旧入園口に「ガシャポンのデパート」がオープンした。入園しなくても利用できる。それに伴い入園口は東側のみとなり、西側は退園専用口となった。
2023年5月7日、「お化け屋敷 ～桜の怨霊～」と「ゴーストの館」が終了。
同年7月20日、「お化け屋敷～江戸の肝試し～」がオープン。
2023年8月7日　開園170周年

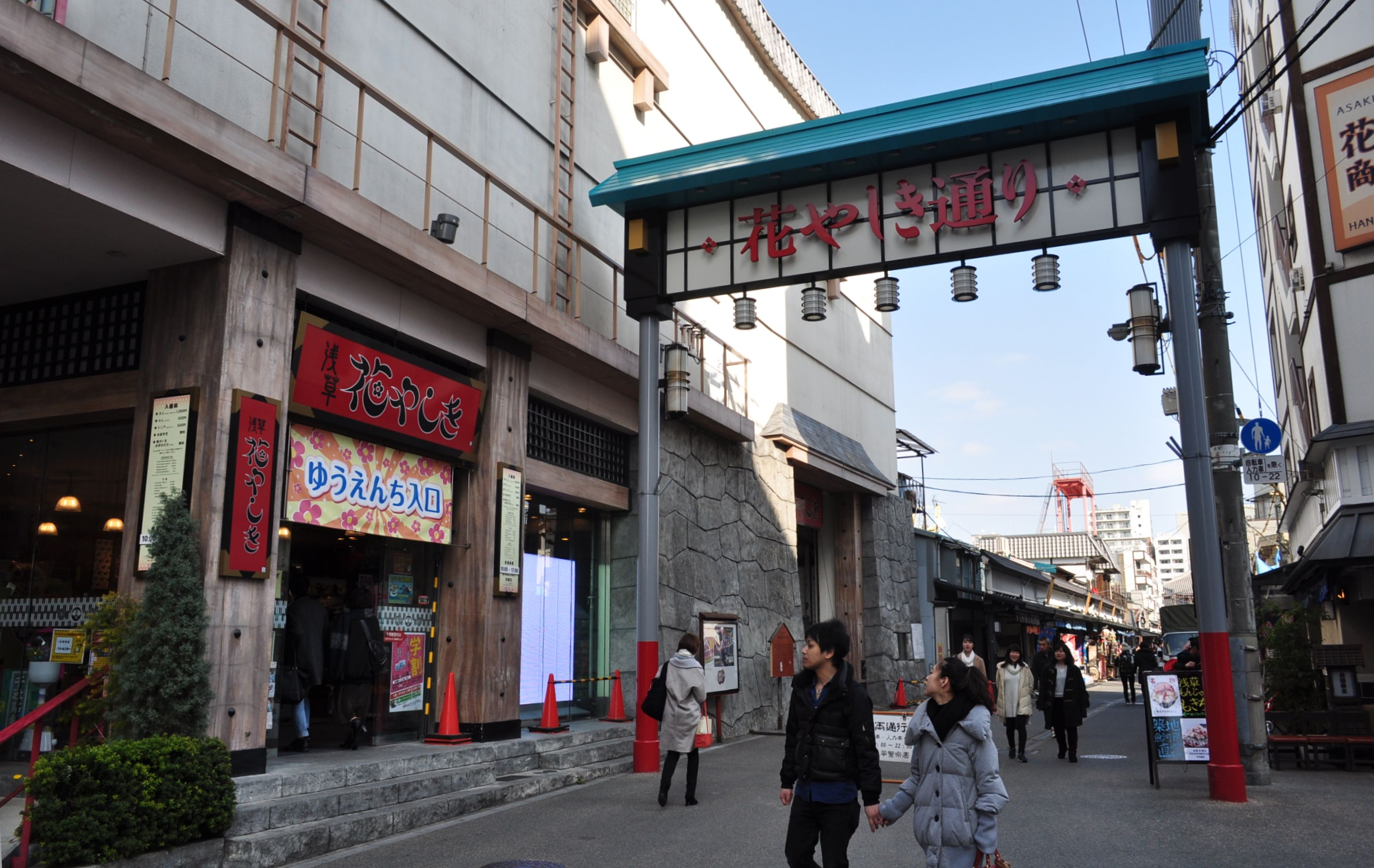
花やしき通り（2018年2月26日撮影）
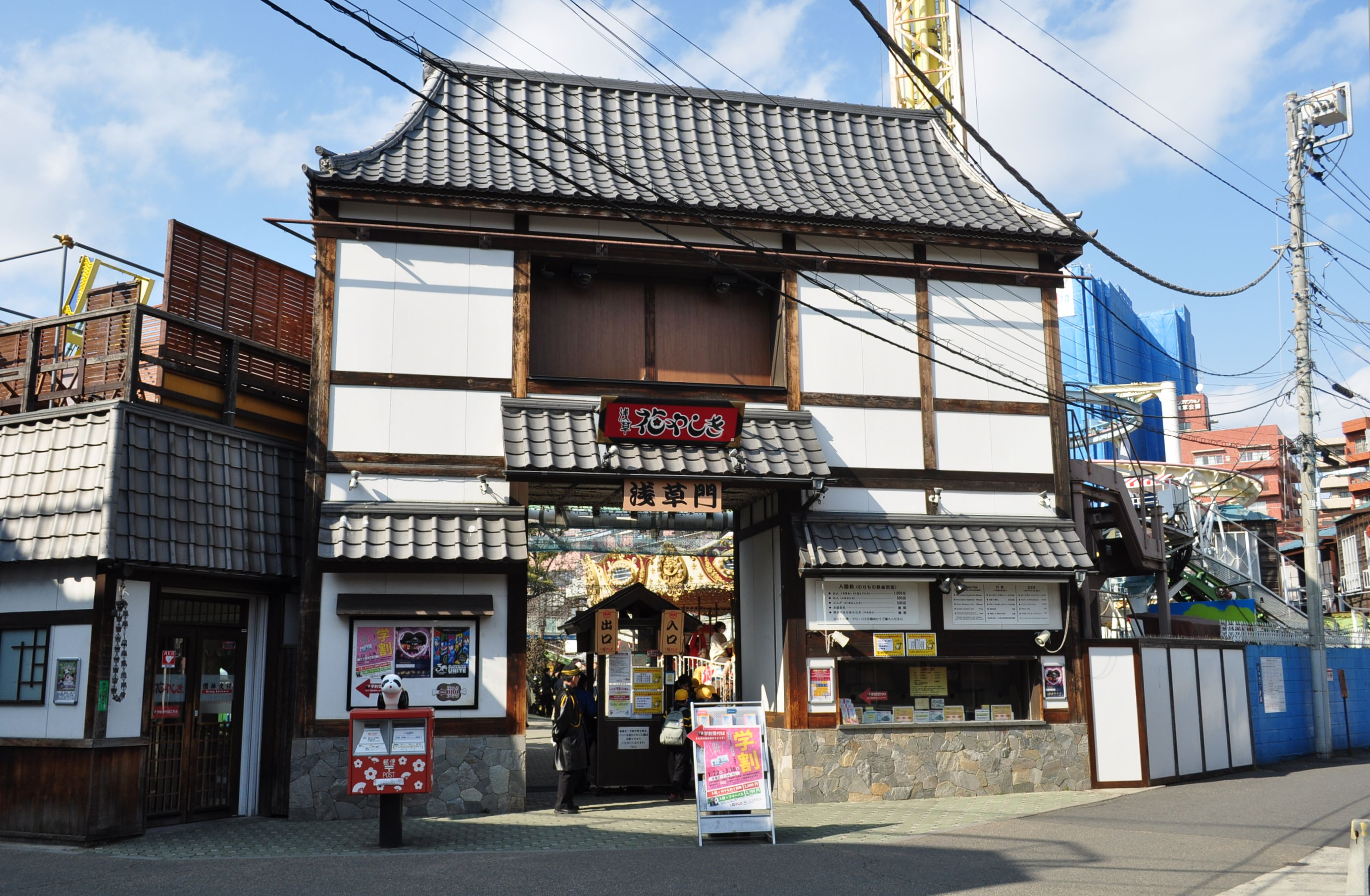
入口（2018年2月26日撮影）
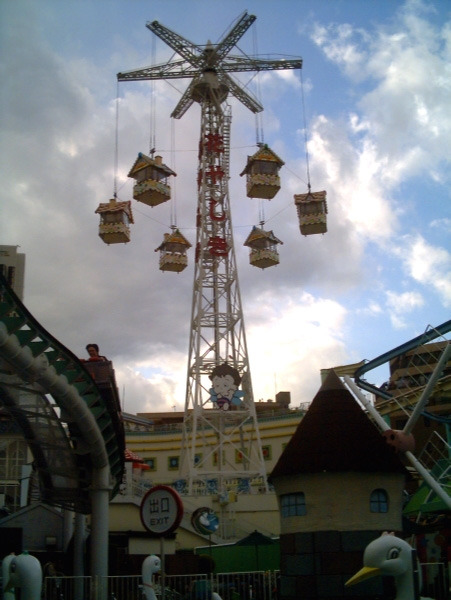
Beeタワー
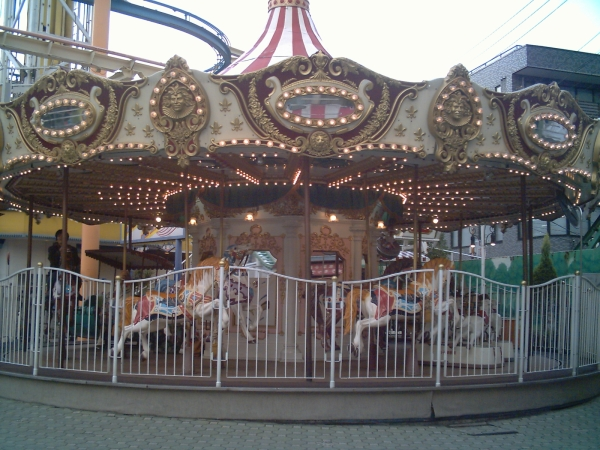
メリーゴーランド
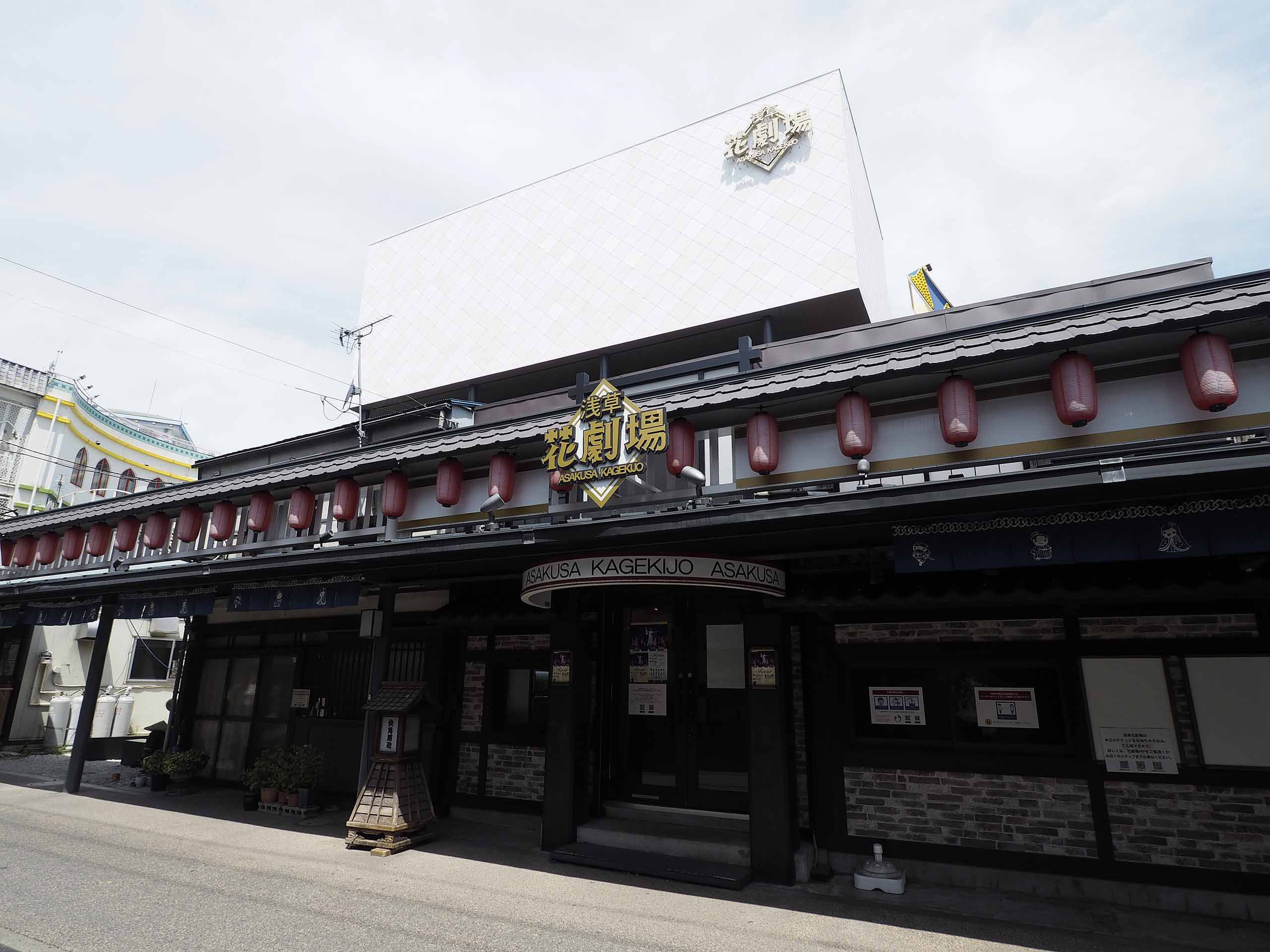
浅草花劇場（2021年4月24日撮影）

## 主なアトラクション
- ローラーコースター（旧ロケットコースター）
- ぴょんぴょん（子供向けフリーフォール）
- スワン（回転ボート）
- 3Dシアター立体キネマ館
- メリーゴーランド
- パンダカー
- ディスク・オー
- スカイシップ（ゴンドラリフト）
- ヘリコプター（サイクルモノレール）
- ビックリハウス
- リトルスター（小型回転アトラクション）
- カーニバル（小型旋回アトラクション）
- スリラーカー（ライド型お化け屋敷）
- ちびっ子タクシー（ミニ鉄道）
- シラサギ

### 過去に存在したアトラクション
- スペースショット

1996年設置。2019年8月より点検の為に長期運休していたが、老朽化の為2022年2月2日に営業終了する事が発表された。営業終了後もタワーは解体されず、花やしきのシンボルとして残されている。
- お化け屋敷（旧）
- お化け屋敷 ～桜の怨霊～
- お化け屋敷～江戸の肝試し～
- Beeタワー（旧称人工衛星塔、1987年に改名[7]。2016年廃止[4][7]。）
- ファンキーダック
- ザ・ニューヨーク（空飛ぶ絨毯）
- 見世物小屋（見世物小屋を人形で再現）
- 秘宝の砦ミラクルストーン（冒険型迷路）
- バーチャルシアターTP-1
- ちびっ子観覧車（2019年6月営業終了）
- ゴーストの館（3Dサウンド型お化け屋敷）

## 花やしきで興行を実施する団体
- ハナヤシキプロレスリング
花やしきで定期的に開かれるプロレス興行。
- JWP女子プロレス
月1回花やしき座で興行を打っており、所属の中森華子は花やしき大会限定でリングネームを「花屋敷花子」としている。

## 営業時間・入園料・休園日
- 営業時間
季節・天候により異なる（最終入園は閉園30分前）
10:00〜17:00/18:00（ゴールデンウィーク、旧盆は21:00まで）
- 入園料
大人（中学生以上） 1,200円
小人（5歳〜小学生） 600円
シニア（65歳以上） 600円
幼児(0〜4歳) 無料
- フリーパス（入園料別途）
大人(中学生〜64歳) 2,800円
小人(5歳〜小学生) 2,400円
シニア(65歳以上) 2,200円
- 休園日
2008年3月以降、なし（稀に集中メンテナンスあり）

## 交通
鉄道
- 首都圏新都市鉄道つくばエクスプレス浅草駅： 徒歩3分
- 東京メトロ銀座線・都営地下鉄浅草線・東武伊勢崎線（東武スカイツリーライン）浅草駅： 徒歩5分

路線バス
- 都営バス：浅草公園六区停留所または奥浅草停留所
- 台東区コミュニティバス めぐりん「東西めぐりん」：つくばエクスプレス浅草駅停留所
- 東武バスセントラル「スカイツリーシャトル」：TX浅草駅停留所

## 登場作品
- 夢みるように眠りたい
1980年代中盤の浅草をロケし、浅草花やしきは解体直前の仁丹塔とともに重要な舞台の一つとなった。メリーゴーランドや人工衛星塔時代のBeeタワーが登場する。
- こちら葛飾区亀有公園前派出所
単行本36巻「署長の息子の巻」や単行本76巻「浅草七つ星物語の巻」などで、入園料を徴収するようになる以前の浅草花やしきが取り上げられている。
単行本144巻「御堂家の人々〜上京編〜の巻」では、東京にやってきた御堂春の弟たちを花やしきに連れて行っている（弟たちは東京USJと勘違いしていた）。また、単行本168巻「両さんの浅草ガイドの巻」と、単行本197巻「パンダカーの巻」にも花やしきが登場している。
- TRICK
仲間由紀恵演じる主人公・山田奈緒子が、花やしきの舞台でいつも手品を披露してはクビになる。TRICK2第1話では、刑事の矢部謙三と石原達也がローラーコースターに乗っている。
- サクラ大戦シリーズ
セガのコンピュータゲームのシリーズ作品。地下に帝国華撃団の支部がある。副司令の藤枝あやめが支部長を務め、花組隊員の李紅蘭が支部内にある工廠で兵器の整備開発等を担当していた。「歌謡ショウ」と呼ばれる舞台[8]や『新サクラ大戦』の体験会など[9]、花やしきで実際に開催されるイベントも多い。
- 俺達の世界わ終っている。
レッド・エンタテインメントのPlayStation Vita用ゲーム。現実世界と仮想世界の2つの浅草を舞台とし、その両方で浅草花やしきが登場する。なお、レッド・エンタテインメントはかつては浅草に本社が存在しており、上記の「サクラ大戦シリーズ」の開発にも参加していた[10]。
- ゲームセンターCX
第4シーズン第2回の「たまに行くならこんなゲームセンター」で、よゐこの有野晋哉が浅草花やしきを訪れている。
- ちびまる子ちゃん
単行本13巻「まる子浅草に行くの巻」で、まる子・花輪クン・ヒデじい・野口さん・はまじの5人が浅草花やしきを訪れている。しかし、その日は休園日だったため構内へ入っていない。
- THE IDOLM@STER
ナムコ（後のバンダイナムコエンターテインメント）のアーケードゲーム・Xbox 360用ゲーム。休日イベントで時々登場する。バンダイナムコグループ関連のテーマパークが他にも実名で登場している。
- スーパーロボット大戦OG ORIGINAL GENERATIONS
バンプレストのシミュレーションRPG。OG2.5シナリオと続編のOG外伝に登場するコンパチブルカイザーは、普段フラワーハウスの地下に隠されている。
- ラブライブ!
雑誌『電撃G's magazine』の合同ユーザー参加企画。テレビアニメの第2期11話で実名で登場しており、「協力」としてクレジットされている。
- ラブライブ!サンシャイン!!
CYaRon!の1stライブの幕間映像で花やしきでのロケが行われ、Braveheart Coasterのバック映像としてジェットコースターに乗る映像が使用された。
- 目玉焼きの黄身 いつつぶす?
主人公たちの行う「どくフラワーショー」は花やしきの舞台で行われている。
- 電撃!!ライデンマル
浅草を舞台にしており、花やしきにてショーの定期公演を行っていた。
- 新 美の巨人たち
『浅草花やしき』ローラーコースターX小堺一幾
昭和24年開業の遊園地『浅草花やしき』の仕掛人は、「人の心からどんな時でも楽しさを奪うことはできない」との言葉を残した、日本における遊戯機械の先駆者・山田貞一。
- ワールドダイスター
浅草を舞台にしており、花やしきに入園するシーンが存在する。